# Рејно (Арканзас)
Рејно (енгл. Reyno) град је у америчкој савезној држави Арканзас.

## Демографија
По попису из 2010. године број становника је 456, што је 28 (-5,8%) становника мање него 2000. године.
| Група             | 2000.       | 2010.       |
| Белци             | 457 (94,4%) | 433 (95,0%) |
| Афроамериканци    | 17 (3,5%)   | 2 (0,4%)    |
| Азијати           | 0 (0,0%)    | 0 (0,0%)    |
| Хиспаноамериканци | 3 (0,6%)    | 4 (0,9%)    |
| Укупно            | 484         | 456         |